# رون س. سميث
رون س. سميث (بالإنجليزية: Ron C. Smith) هو لاعب كرة قدم أمريكية أمريكي، ولد في 27 يونيو 1942 في ريتشموند في الولايات المتحدة.

## وصلات خارجية
- رون سميث على موقع مرجع كرة القدم المحترفة.كوم (الإنجليزية)